# Хартман, Карл
Карл Ха́ртман (швед. Carl Hartman; 1824—1884) — шведский ботаник.

## Биография
Родился 5 июня 1824 года в Ульриксдале (Стокгольм) в семье ботаника Карла Юхана Хартмана (1790—1849). Брат Роберта Вильгельма Хартмана (1827—1891). В 1842 году поступил в Уппсальский университет. В 1848 году получил степень доктора философии.
В 1849—1850 учился в Лондоне, изучал Линнеевский гербарий. С 1852 года Хартман преподавал в школе в Евле. В 1859 году переехал в Эребру, где стал лектором в учительском колледже.
Хартман подготовил 6 изданий книги своего отца Handbok i Skandinaviens flora. Также он был автором монографии грибов Швеции, представлявшей собой полностью переработанное третье издание книги Юхана Вильгельма Смитта.
Карл Хартман скончался 19 апреля 1884 года в Эребру.
Сын Карла Хартмана Карл Вильгельм Хартман (1862—1941) впоследствии стал ботаником, этнографом и археологом, куратором Музея Карнеги в Питтсбурге.

## Некоторые научные работы
- Hartman, C.; Hartman, R.W. Flora gevaliensis. — Gevaliae, 1847. — 57 p.
- Hartman, C. Annotationes de plantes scandinavicis herbarii linnaeani. — Stockholm, 1852. — 262 p.
- Hartman, C. Skandinaviens förnämsta ätliga och giftiga svampar. — III ed. — Stockholm, 1874. — 71 p.